# Рикардо Страчари
Рикардо Страчари (на италиански: Riccardo Stracciari) е виден италиански певец баритон. Репертоарът му се състои главно от италиански оперни произведения, като Фигаро на Росини и Риголето на Верди се превръщат в негови знакови роли по време на дългата му и забележителна кариера, която се простира от 1899 до 1944 г.

## Живот и кариера
Роден е на 26 юни 1875 г. в Казалекио ди Рено близо до Болоня. Страчари за първи път пее в оперетен хор през 1894 г. След това постъпва в консерваторията в Болоня, като следва вокално обучение при Умберто Масети. Той прави професионалния си дебют през 1899 г. в Театро Комунале в Болоня, в творбата на Лоренцо Перози La risurrezione di Christo. На следващата година прави своя оперен дебют като Марчело от „Бохеми“ на Пучини в Ровиго. След като се появява в различни италиански оперни театри, той дебютира на сцената на Ла Скала (Милано) през 1904 г.
Рикардо Страчари бързо постига успех на най-големите световни оперни сцени. Дебютира в Кралската опера в Лондон през 1905 г. Следва първата му поява в Метрополитън опера в Ню Йорк на 1 декември 1906 г. като Жермон в „Травиата“ с Марчела Сембрих и Енрико Карузо. По време на двата му сезона в Мет изпълнява ролите на Риголето, Аштън, Амонасро, Нелуско, Валентин, Марчело, Шарплес, Леско, Алфио, Тонио и Ди Луна.
Изявява се на сцените на Чикагската опера, Операта на Сан Франциско, Парижката опера, Театро Реал в Мадрид и Театро Колон в Буенос Айрес, както и в своята родна Италия. Оттегля от сцената през 1944 г.
Страчари е свързван преди всичко с ролята на Фигаро от „Севилският бръснар“ на Росини, която той изпява около 1000 пъти, и Риголето от едноименната опера на Верди. Той прави пълни записи на тези две произведения през 1929 г., заедно с Мерседес Капсир и Дино Борджоли. И двата записа са от особена историческа стойност като илюстрации на италианските стилове на пеене от този период.
Рикардо Страчари пее в епоха, която е богата на изключителни оперни гласове. Но въпреки високото качество на конкуренцията, с която се сблъсква, той все още е смятан за един от най-добрите италиански баритони на XX век, благодарение на красотата на своя глас по време на върховия си период, на внушителния стил на интерпретация и своята първокласна вокална техника. Най-известното американско сопрано от епохата след Първата световна война, Роза Понсел, е ентусиазирана почитателка на неговото пеене и определя гласа му като „брилянтен и проницателен, редуващ се тъмен и светъл... като дъжд от диаманти“.
Страчари също така става изтъкнат преподавател в музикалните консерватории в Неапол и Рим. Сред най-забележителните му ученици са Рафаеле Арие, Паоло Силвери, Джулио Фиораванти, Зденек Отава, Марио Лауренти, Луис Куилико и Борис Христов.
Умира на 10 октомври 1955 г. в Рим. Погребан е в Чертоза ди Болоня.

## Записи/Дискография
В допълнение към многобройните записи на дуети и индивидуални арии, направени от Страчари за Fonotipia Records и Columbia Records преди, по време и след Първата световна война, той участва в продукцията на два пълни оперни записа на Columbia, които са преиздадени, първо на LP, а след това на CD. Съответните актьорски състави са:
- Верди, „Риголето“

Рикардо Страчари (Риголето), Мерседес Капсир (Джилда), Дино Борджоли (Мантуа), Ернесто Доминичи (Спарафучиле), Анна Масети Баси (Мадалена), Джулио Баронте (Монтероне), Аристид Барачи (Маруло), Ида Манарини (Джована/Контеса). Хор, оркестър и солисти на Ла Скала. Диригент Лоренцо Молайоли, хормайстор Виторе Венециани. Columbia records, 30 страни, C-GQX 10028-42.
- Росини, „Севилският бръснар“

Рикардо Страчари (Фигаро), Мерседес Капсир (Росина), Дино Борджоли (Алмавива), Винченцо Бетони (Базилио), Салваторе Бакалони (Бартоло), Сезира Ферари (Берта), Атилио Бордонали (Фиорело). Аристид Бараки (Ufficiale). Хор, оркестър, солисти на Ла Скала. Диригент: Лоренцо Молайоли, хормайстор: Виторе Венециани. Columbia Records, 31 страни, D14564-79.